# Pyrrhia taurica
Pyrrhia taurica är en fjärilsart som beskrevs av Herrich-Schäffer 1846. Pyrrhia taurica ingår i släktet Pyrrhia och familjen nattflyn. Inga underarter finns listade.